# Rickey Woodard
Rickey Woodard est un saxophoniste de jazz américain né le 5 août 1950 à Nashville. Il est engagé par Ray Charles en 1980 et restera sept ans dans son orchestre. En 1988, il s'installe à Los Angeles et joue notamment avec The Clayton-Hamilton Orchestra, Jeannie and Jimmy Cheatham, le batteur Frank Capp, et également Jimmy Smith (1989-1990). Il participe aussi à de nombreuses sessions d'enregistrement avec divers artistes parmi lesquels Ella Fitzgerald, Frank Sinatra, les Temptations et les O'Jays. Parallèlement à cette intense activité de musicien de studio, il dirige aussi un quartet qui comprendra le pianiste Reggie Thomas, et enregistre sous son nom plusieurs CD.
Pratiquant essentiellement les saxophones ténor et alto, Woodard cite parmi les musiciens qui l'ont influencé Ben Webster, Hank Mobley, Gene Ammons, George Coleman, Sonny Stitt, Ray Charles et John Coltrane.

## Discographie comme leader
- 'California cooking' (Candid, 1991)
- 'Night mist' (Fresh Sound, 1991)
- 'The Tokyo express' (Candid, 1992)
- 'Yazoo' (Concord, 1994)
- 'Silver strut' (Concord, 1995)
- 'California cooking #2' (Candid, 2001)
- 'Picture this' (2001)
- 'Why did I do it' (RW, 2007)
- 'Pineapple delight' (RW, 2009)

## Discographie sélective comme sideman
- ' Clayton-Hamilton Jazz Orchestra': Groove shop (Capri, 1989)
- ' Jimmy Smith': Prime time (Milestone, 1989)
- ' Ernestine Anderson': Boogie down (Concord, 1989)
- ' Al Grey': Live at the Floating Jazz Festival (Chiaroscuro, 1990)
- ' Frank Capp': The Frank Capp Trio Presents Rickey Woodard (Concord, 1991)
- ' Clayton-Hamilton Jazz Orchestra': Heart and soul (Capri, 1991)
- ' Jeannie Cheatham': Basket full of blues (Concord, 1991)
- ' Dan Papaila': Positively ! (Timeless, 1992)
- ' Miki Howard': Miki sings Billie - A tribute to Billie Holiday (Warner, 1994)
- ' Frank Capp': Quality time (Concord, 1994)
- ' Milt Jackson' : Explosive (Warner, 1998)
- ' Barbara Morrison' : Visit me (Chartmaker, 1999)
- ' Marlena Shaw' : Live in Tokyo (Jasrac, 2002)
- ' Bobby Pierce' : The long road back (Doodlin', 2008)

## Référence
http://www.artistdirect.com/artist/rickey-woodard/511445